# MIS Quarterly
MIS Quarterly (Management Information Systems Quarterly) is een internationaal, aan collegiale toetsing onderworpen wetenschappelijk tijdschrift op het gebied van de managementinformatiesystemen. Het wordt uitgegeven door Society for Information Management en verschijnt 4 keer per jaar.